# Natation aux Jeux panarabes de 1997
Navigation
1992 1999
Les compétitions de natation aux Jeux panarabes de 1997 ont lieu à Beyrouth, au Liban.

## Médaillés

### Hommes
| Épreuves               | Or                                    | Argent                         | Bronze                          |
| Nage libre             | Nage libre                            | Nage libre                     | Nage libre                      |
| ---------------------- | ------------------------------------- | ------------------------------ | ------------------------------- |
| 50 m                   | Salim Iles 23 s 17                    | Tamer Zinhom 23 s 61           | Hosni Ghariani 24 s 17          |
| 100 m                  | Salim Iles 50 s 59                    | Tamer Zinhom 51 s 36           | Hosni Ghariani 52 s 78          |
| 200 m                  | Salim Iles 1 min 54 s 89              | Hany Ettayr 1 min 56 s 45      | Sofiane Ferchichi 1 min 58 s 71 |
| 400 m                  | Hicham El Masry 4 min 2 s 82          | Hany Ettayr 4 min 4 s 91       | Mustapha Sanai 4 min 15 s 99    |
| 800 m                  | Hicham El Masry 8 min 27 s 42         | Hany Ettayr 8 min 46 s 36      | Mustapha Sanai 8 min 56 s 88    |
| 1 500 m                | Hicham El Masry 16 min 33 s 92        | Hany Ettayr 17 min 5 s 18      | Mustapha Sanai 17 min 8 s 30    |
| Dos                    |                                       |                                |                                 |
| 100 m                  | Mehdi Addadi 59 s 10                  | Haitham Hazem 59 s 75          | Mohamed Mahmoud 1 min 0 s 76    |
| 200 m                  | Haitham Hazem 2 min 9 s 95            | Amr Walid 2 min 9 s 95         | Fahd El Otaibi 2 min 12 s 56    |
| Brasse                 |                                       |                                |                                 |
| 100 m                  | Shamseddine Shamseddine 1 min 6 s 22  | Mohamed Safi 1 min 7 s 63      | Fares Attar 1 min 10 s 27       |
| 200 m                  | Shamseddine Shamseddine 2 min 27 s 17 | Mohamed Safi 2 min 29 s 62     | Ahmed Sewar 2 min 31 s 27       |
| Papillon               |                                       |                                |                                 |
| 100 m                  | Tamer Zinhom 55 s 45                  | Haitham Hazem 57 s 29          | Mehdi Addadi 57 s 52            |
| 200 m                  | Hicham El Masry 2 min 8 s 79          | Haitham Hazem 2 min 10 s 16    | Wissem El Sayed 2 min 10 s 43   |
| Quatre nages           |                                       |                                |                                 |
| 200 m                  | Tamer Zinhom 2 min 9 s 85             | Mohamed Mahmoud 2 min 11 s 38  | Reda Boutaghou 2 min 13 s 65    |
| 400 m                  | Mohamed Mahmoud 4 min 45 s 65         | Sultan El Otaibi 4 min 48 s 63 | Reda Boutaghou 4 min 55 s 31    |
| Relais                 |                                       |                                |                                 |
| 4 × 100 m nage libre   | Algérie                               | Égypte                         | Tunisie                         |
| 4 × 200 m nage libre   | Algérie                               | Égypte                         | Tunisie                         |
| 4 × 100 m quatre nages | Égypte                                | Algérie                        | Tunisie                         |

### Femmes
| Épreuves               | Or                            | Argent                        | Bronze                                     |
| Nage libre             | Nage libre                    | Nage libre                    | Nage libre                                 |
| ---------------------- | ----------------------------- | ----------------------------- | ------------------------------------------ |
| 50 m                   | Rania Elwany 27 s 14          | Nouha Ghazal 28 s 05          | Rola El Hares Nadia Touati 29 s 00         |
| 100 m                  | Rania Elwany 59 s 16          | Nouha Ghazal 1 min 0 s 21     | Rola El Hares 1 min 3 s 16                 |
| 200 m                  | Rania Elwany 2 min 7 s 95     | Maha Elmerghany 2 min 10 s 23 | Mirella Mamoun 2 min 18 s 50               |
| 400 m                  | Maha Elmerghany 4 min 31 s 05 | Rania Elwany 4 min 37 s 13    | Kenza Bennaceur 4 min 39 s 42              |
| 800 m                  | Maha Elmerghany 9 min 29 s 17 | Kenza Bennaceur 9 min 44 s 26 | Yasmeen Abul-Ezz 9 min 49 s 22             |
| Dos                    |                               |                               |                                            |
| 100 m                  | Rania Elwany 1 min 8 s 92     | Nesreen Morjan 1 min 11 s 02  | Rym Zammouli 1 min 13 s 57                 |
| 200 m                  | Rania Elwany 2 min 27 s 61    | Amina Fakhry 2 min 34 s 60    | Nabila Tamine 2 min 37 s 47                |
| Brasse                 |                               |                               |                                            |
| 100 m                  | Mahdia Bella 1 min 17 s 21    | Laila Kebbab 1 min 19 s 52    | Nadine Dharifa Rola El Hares 1 min 19 s 78 |
| 200 m                  | Mahdia Bella 2 min 45 s 16    | Laila Kebbab 2 min 53 s 24    | Nadine Dharifa 2 min 55 s 63               |
| Papillon               |                               |                               |                                            |
| 100 m                  | Nesreen Morjan 1 min 5 s 89   | Rania Elwany 1 min 6 s 55     | Kenza Bennaceur 1 min 7 s 55               |
| 200 m                  | Kenza Bennaceur 2 min 26 s 59 | Lamia Foued 2 min 29 s 66     | Hana Mahache 2 min 32 s 13                 |
| Quatre nages           |                               |                               |                                            |
| 200 m                  | Rania Elwany 2 min 27 s 68    | Kenza Bennaceur 2 min 30 s 40 | Rola El Hares 2 min 31 s 28                |
| 400 m                  | Kenza Bennaceur 5 min 21 s 12 | Rola El Hares 5 min 21 s 13   | Nesreen Morjan 5 min 29 s 49               |
| Relais                 |                               |                               |                                            |
| 4 × 100 m nage libre   | Égypte 4 min 6 s 84           | Algérie 4 min 18 s 85         | Liban 4 min 23 s 97                        |
| 4 × 200 m nage libre   | Égypte 9 min 1 s 86           | Algérie 9 min 18 s 97         | Liban 9 min 26 s 45                        |
| 4 × 100 m quatre nages | Égypte 4 min 35 s 57          | Algérie 4 min 45 s 84         | Liban 4 min 50 s 66                        |

## Tableau des médailles
| Rang | Nation   | Or | Argent | Bronze | Total |
| ---- | -------- | -- | ------ | ------ | ----- |
| 1    | Égypte   | 19 | 23     | 4      | 47    |
| 2    | Algérie  | 10 | 8      | 9      | 27    |
| 3    | Syrie    | 4  | 0      | 2      | 6     |
| 4    | Koweït   | 0  | 1      | 1      | 2     |
| 5    | Liban    | 0  | 1      | 9      | 10    |
| 4    | Tunisie  | 0  | 0      | 9      | 9     |
| 5    | Jordanie | 0  | 0      | 1      | 1     |
|      | Total    | 33 | 33     | 35     | 101   |

## Source
- (ar)« 8èmes Jeux panarabes », Al-Ahram-Sports, 6 août 1997, pages 53-59.